# Municipio Calacoto
Das Municipio Calacoto liegt im Departamento La Paz im südamerikanischen Anden-Staat Bolivien.

## Lage im Nahraum
Das Municipio Calacoto ist eines von acht Municipios der Provinz Pacajes und liegt im zentralen Teil der Provinz. Es grenzt im Westen an das Municipio Charaña, im Südosten an das Departamento Oruro, im Osten an das Municipio Callapa, im Nordosten an das Municipio Coro Coro und im Norden an das Municipio Caquiaviri.
Das Municipio umfasst 268 Ortschaften (localidades), der zentrale Ort des Municipios ist Calacoto mit 337 Einwohnern im nordöstlichen Teil des Municipios, die größte Ortschaft ist Ulloma mit 512 Einwohnern. (Volkszählung 2012)

## Geographie
Das Municipio Calacoto liegt auf einer mittleren Höhe von 3900 m südlich des Titicacasees auf dem bolivianischen Altiplano zwischen den Anden-Gebirgsketten der Cordillera Occidental im Westen und der Cordillera Central im Osten. Die Region weist ein ausgeprägtes Tageszeitenklima auf, bei dem die mittleren Temperaturschwankungen im Tagesverlauf deutlicher ausfallen als im Jahresverlauf.
Die Jahresdurchschnittstemperatur der Region liegt bei etwa 8 °C (siehe Klimadiagramm Callapa), die Monatswerte schwanken nur unwesentlich zwischen 5 °C im Juni und gut 10 °C von November bis März. Der Jahresniederschlag beträgt niedrige 400 mm, die Monatswerte liegen zwischen unter 10 mm von Mai bis August und 100 mm im Januar.

## Bevölkerung
Die Einwohnerzahl des Municipios Calacoto ist zwischen 1992 und 2024 um drei Viertel angestiegen:
| Jahr | Einwohner | Quelle       |
| ---- | --------- | ------------ |
| 1992 | 7.330     | Volkszählung |
| 2001 | 8.818     | Volkszählung |
| 2012 | 9.879     | Volkszählung |
| 2024 | 12.057    | Volkszählung |

Das Municipio hatte bei der letzten Volkszählung von 2024 eine Bevölkerungsdichte von 3,1 Einwohnern/km², die Lebenserwartung der Neugeborenen im Jahr 2001 lag bei 58,9 Jahren, und die Säuglingssterblichkeit war von 8,9 Prozent (1992) auf 7,8 Prozent im Jahr 2001 gesunken.
Der Alphabetisierungsgrad bei den über 19-Jährigen beträgt 85,5 Prozent, und zwar 95,4 Prozent bei Männern und 75,4 Prozent bei Frauen (2001).
71,5 Prozent der Bevölkerung sprechen Spanisch, 93,1 Prozent sprechen Aymara, und 0,1 Prozent Quechua. (2001)
97,5 Prozent der Bevölkerung haben keinen Zugang zu Elektrizität, 60,9 Prozent leben ohne sanitäre Einrichtung (2001).
58,5 Prozent der insgesamt 3.083 Haushalte besitzen ein Radio, 0,8 Prozent einen Fernseher, 47,0 Prozent ein Fahrrad, 1,4 Prozent ein Motorrad, 1,4 Prozent ein Auto, 0,1 Prozent einen Kühlschrank und 0,3 Prozent ein Telefon. (2001)

## Politik
Ergebnis der Regionalwahlen (concejales del municipio) vom 4. April 2010:
| Wahlberechtigte |  | Stimmen | gültig |  | C.U.M.I. | MAS-IPSP | MSM    | A.G.E.D. | M.P.S. |
| --------------- |  | ------- | ------ |  | -------- | -------- | ------ | -------- | ------ |
| 3.749           |  | 3.440   | 2.697  |  | 953      | 767      | 526    | 231      | 220    |
|                 |  | 91,8 %  | 78,4 % |  | 35,3 %   | 28,4 %   | 19,5 % | 8,6 %    | 8,2 %  |

Ergebnis der Regionalwahlen (elecciones de autoridades políticas) vom 7. März 2021:
| Wahl- berechtigte |  | Wahl- beteiligung | gültige Stimmen |  | J.A.LLALLA.L.P. | MAS-IPSP | MTS    | PBCSP  | ASP    | FPV    | PDC    |
| ----------------- |  | ----------------- | --------------- |  | --------------- | -------- | ------ | ------ | ------ | ------ | ------ |
| 3.964             |  | 3.408             | 3.015           |  | 1.299           | 1.084    | 211    | 88     | 76     | 45     | 42     |
|                   |  | 85,97 %           | 88,47 %         |  | 43,08 %         | 35,95 %  | 7,00 % | 2,92 % | 2,52 % | 1,49 % | 1,39 % |

## Gliederung
Das Municipio untergliederte sich bei der letzten Volkszählung von 2012 in die folgenden neun Kantone (cantones):
- 02-0303-01 Kanton Calacoto – 51 Ortschaften – 2.295 Einwohner (2001: 2.183 Einwohner)
- 02-0303-02 Kanton Ulloma – 55 Ortschaften – 2.293 Einwohner (2001: 2.106 Einwohner)
- 02-0303-03 Kanton General Campero – 50 Ortschaften – 987 Einwohner (2001: 1.015 Einwohner)
- 02-0303-08 Kanton Audiencia – 43 Ortschaften – 1.038 Einwohner (2001: 1.111 Einwohner)
- 02-0303-09 Kanton Laguna Blanca – 16 Ortschaften – 828 Einwohner (2001: 194 Einwohner)
- 02-0303-10 Kanton Playa Verde – 19 Ortschaften – 578 Einwohner (2001: 453 Einwohner)
- 02-0303-11 Kanton Max Toledo – 1 Ortschaft – 298 Einwohner (2001: 314 Einwohner)
- 02-0303-12 Kanton Villa Condor Iquiña – 22 Ortschaften – 810 Einwohner (2001: 903 Einwohner)
- 02-0303-13 Kanton Okoruro – 11 Ortschaften – 752 Einwohner (2001: 540 Einwohner)

## Ortschaften im Municipio Calacoto
- Kanton Calacoto
  - Calacoto 337 Einw.

- Kanton Ulloma
  - Ulloma 512 Einw.

- Kanton Okoruro
  - Okoruro 479 Einw.